# Toyota Challenger 2008
Il Toyota Challenger 2008, noto come Dunlop World Challenge per motivi di sponsorizzazione, è stato un torneo di tennis facente parte della categoria ATP Challenger Series nell'ambito dell'ATP Challenger Series 2008. Il torneo si è giocato a Toyota in Giappone dal 24 al 30 novembre 2008 su campi in sintetico indoor e aveva un montepremi di $35 000+H.

## Vincitori

### Singolare
Gō Soeda ha battuto in finale  Lee Hyung-taik con il punteggio di 6–2, 7–6(7)

### Doppio
Frederik Nielsen /  Aisam-ul-Haq Qureshi hanno battuto in finale  Ti Chen /  Grzegorz Panfil con il punteggio di 7–5, 6–3